# SV Gerasdorf
Der SV Gerasdorf, kurz SVG, war ein österreichischer Fußballverein aus der niederösterreichischen Stadt Gerasdorf, spielend für den Wiener Fußballverband. Zu seiner erfolgreichsten Zeit spielte der Klub von 1994 bis 1998 in der 2. Division, ehe er gemeinsam mit dem VSE St. Pölten im FC Niederösterreich aufging, der 2000 im Konkurs endete. 
1998 wurde dann ein neuer Verein mit dem Namen SV Gerasdorf/Stammersdorf gegründet, der heute in Gerasdorf spielt.

## Geschichte
Der SV Gerasdorf wurde 1966 gegründet und arbeitet sich langsam von der 4. Klasse bis in die Wiener Stadtliga auch, der vierthöchsten österreichische Spielstufe, an der der Klub erstmals in der Saison 1989/90 teilnahm. Nie schlechter als Dritter konnte der SV Gerasdorf schließlich 1993/94 als Meister in die Regionalliga Ost aufsteigen. Durch eine Spielgemeinschaft mit dem insolventen Bundesliga-Absteiger Wiener Sport-Club ging es für den SV Gerasdorf allerdings gleich eine Spielstufe höher in die Zweite Division, denn die beiden Klubs tauschten ihre Ligaplätze.
Der frischgebackene Zweitligist konnte sich dank Routiniers wie Gerhard Steinkogler, Frenk Schinkels und Kurt Garger – der später das Training übernahm – überraschend gut behaupten. Bereits in der Saison 1995/96 konnte man als Ligazweiter mit nur vier Niederlagen in 30 Spielen an der Relegation zur Bundesliga teilnehmen. Gegen den FC Admira/Wacker gab es auswärts einen 4:3-Sieg, dem daheim allerdings eine 0:6-Niederlage folgte. Der SV Gerasdorf blieb damit in der Zweiten Division, wo er sich im Mittelfeld hielt und holte 1997 mit Hans Krankl auch einen weiteren prominenten Trainer. Auf Betreiben des niederösterreichischen Landeshauptmann Erwin Pröll kam es allerdings 1998 zum Zusammenschluss mit dem Zweitligaabsteiger VSE St. Pölten zum FC Niederösterreich, spielend in St. Pölten. Nur zwei Jahre später war der Klub im Konkurs und somit auch der SV Gerasdorf Geschichte.
Die Frauenmannschaft spielt in der 2. Wiener Frauenlandesliga.

## Erfolge
- 4 × Zweitligateilnahme: 1995–1998 (2. Platz 1996)
- 1 × Wiener Landesmeister: 1994
- 1 × Wiener Cupsieger: 1993